# تاريخ الهاتف

تاريخ الهاتف يعود الهاتف في خطه الزمني إلى تطور الهاتف الكهربائي، ويتضمن لمحة موجزة عن أسلافه. حصل  ألكسندر بيل على أول براءة اختراع هاتف في عام 1876.

## الأجهزة الميكانيكية والصوتية
قبل اختراع الكهرومغناطيسية كانت الأجهزة الصوتية الميكانيكية موجودة لنقل الكلام والموسيقى عبر مسافة أكبر وكانت هذه المسافة أكبر من مسافة الكلام المباشر العادي. من أقدم الهواتف الميكانيكية التي تعتمد على نقل الصوت عبر الأنابيب أو الوسائط المادية الأخرى. عرف منذ قرون هاتف العبوة المعدنية أو"هاتف العشاق"، تربط طبلتا التلفون مع سلسلة أو سلك مشدود ينقل الصوت عن طريق الاهتزازات الميكانيكية من أحدهما إلى الآخر على طول السلك (لا من خلال الإشارة). ومن الأمثلة التقليدية لعبة أطفال تصنع عن طريق ربط أسفل كوبين ورقيين أو علب معدنية أو قناني بلاستيكية مع بعضها بواسطة خيط. أجرى الفيزيائي والعالم البريطاني روبرت هوك بعض التجارب القديمة المعروفة من عام 1664 إلى عام 1685، ينسب إليه هاتف الوتر الصوتي في عام 1667. عثر على نسخة مبكرة قيد الاستخدام من قبل حضارة الشيمو في البيرو.   توجد نسخة مصممة من القرع في مجموعة متحف سميثسونيان وتعود إلى القرن السابع تقريبًا. سوقت الهواتف الصوتية كمنافس للهاتف الكهربائي لبضع سنوات في أواخر القرن التاسع عشر عندما انتهت صلاحية براءات اختراع هاتف بيل وبدأت العديد من الشركات المصنعة للهواتف الجديدة في المنافسة، فسرعان ما توقفت شركات تصنيع الهواتف الصوتية عن العمل. كان مداها الأقصى محدودًا للغاية  ومن الأمثلة على إحدى هذه الشركات شركة بلوشن تيليفون سبلاي في ليمويل ميليت ومقرها ماساتشوستس، والتي صممت نسختها في عام 1888 ونشرتها على يمين الطريق للسكك الحديدية بالإضافة إلى ذلك كانت أنابيب التخاطب شائعة منذ فترة طويلة لا سيما داخل المباني وعلى السفن ولا تزال مستخدمة حتى اليوم.

## الأجهزة الكهربائية
ظهرت الهواتف الكهربائية من خلال صنع وتطوير الهاتف الكهربائي في عام 1804، قام العالم متعدد الثقافة الإسباني والعالم فرانسيسكو سالفا كامبيلو ببناء التلغراف الكهروكيميائي. بُني أول تلغراف ناجح من قبل مخترع التلغراف الكهروكيميائي فرانسيس ونالدز في عام 1816 والذي استخدم فيه الكهرباء السكونية، أنشأ بارون شيلينغ التلغراف الكهرومغناطيسي عام 1832 وقام كارل فريدريش غاوس وويلهم ويبر ببناء تلغراف كهرومغناطيسي آخر في عام 1833 في غوتنغن. كان كلاهما يعمل في مجال المغناطيسية في جامعة جوتنجن، فبنوا أول تلغراف لربط المرصد ومعهد الفيزياء والذي كان قادرًا على إرسال ثماني كلمات في الدقيقة. جرى التسويق للتلغراف الكهربائي من قبل وليام فوثرجيل كوك ودخل حيز الاستخدام في سكة حديد غريت ويسترن في إنكلترا امتدت 13 ميلًا من محطة بادينغتون إلى ويست درايتون ودخلت حيز التشغيل في 9/ أبريل/ 1839. وجرى تطوير تلغراف كهربائي آخر بشكل مستقل وحصل على براءة اختراع في الولايات المتحدة في عام 1837 بواسطة صموئيل مورس. طور مساعده ألفريد فيل كود مورس. أرسل مورس أول تلغراف أمريكي ف ي 6/ يناير/ 1838، مع أكثر من 2 ميل من الأسلاك.

## اختراع الهاتف
يعود الفضل الى أنطونيو ميوتشي وألكسندر جراهام بيل إليشا جراي في اختراع الهاتف. يعد التاريخ المبكر للهاتف ولا يزال أمرًا مربكًا للمطالبات والادعاءات المضادة والتي لم يجر توضيحها من خلال العدد الهائل من الدعاوى القضائية المرفوعة من أجل تسوية مطالبات براءات الاختراع للعديد من الأفراد والمنافسين التجاريين، ومع ذلك كانت براءات اختراع بيل واديسون حاسمة من الناحية التجارية لأنها سيطرت على تكنولوجيا الهاتف، وقد أيدته قرارات المحاكم في الولايات المتحدة.
الهاتف الحديث هو ثمرة عمل الكثير من الأشخاص ومع هذا كان ألكسندر جراهام بيل أول من حصل على براءة اختراع الهاتف باعتباره جهازًا لنقل الأصوات أو غيرها من الأصوات التلغرافية. جرى تكريم المخترع ورجل الأعمال الإيطالي الأمريكي في الولايات المتحدة، أنطونيو ميوتشي، من قبل مجلس النواب لعمله الإسهامي في اختراع الهاتف. تحيط العديد من الخلافات الأخرى أيضًا بمسألة أولوية اختراع الهاتف.
يتناول الخلاف الهاتفي لإليشا جراي وألكساندر بيل مسألة ما إذا كان بيل وجراي قد اخترعا الهاتف بشكل مستقل، وإذا لم يكن كذلك يمكن أن يكون بيل سرق الاختراع من جراي. هذا الجدل أضيق من السؤال الواسع عمن يستحق الفضل في اختراع الهاتف فهناك العديد من المطالبين.
تستعرض الحركة البرلمانية الكندية على ألكسندر غراهام بيل قرار مجلس النواب الأمريكي المثير للجدل عام 2002 لشهر يونيو الذي يعترف بمساهمات ميوتشي "في" اختراع الهاتف (لا "من أجل" اختراع الهاتف). لم يجرِ تمرير القرار في مجلس الشيوخ الأمريكي وبالتالي وصف قرار مجلس النواب بأنه بيان سياسي.
أُجمع في البرلمان الكندي على تمرير اقتراح مضاد لاحق بعد 10 أيام والذي أعلن فيه أن بيل مخترع الهاتف.